# Magma (banda)
Magma é uma banda francesa liderada pelo baterista de formação clássica Christian Vander. O grupo é conhecido pelos vocais cantados em Kobaïan (linguagem criada pelo próprio Vander), pelas performances ao vivo e pela sua sonoridade intensamente idiossincrática, com uma combinação de elementos de jazz, minimalismo, e canção erudita do século XX. Esse estilo único, em razão de sua influência nas cenas musicais do Japão e Europa continental, mais tarde fundaria o sub-genêro do rock progressivo Zeuhl.

## Legado
Formado pelo multi-instrumentalista francês Christian Vander, o grupo é considerado especialmente inovador e vanguardista até entre o gênero do rock progressivo, conhecido pelo seu desapego à estrutura comum da música popular ocidental. Magma faz uso forte do formato coral, particularmente remanescente da música clássica da Europa central e oriental, como as obras dos compositores Carl Orff e Igor Stravinsky A música do grupo também possui forte influência da música do saxofonista americano John Coltrane, conforme o líder Christian Vander, que declarou que "ainda é Coltrane quem me fornece o verdadeiro material para trabalhar e para poder progredir".

## Discografia

### Álbuns de estúdio
- 1970 Magma (Kobaïa)
- 1971 1001° Centigrades
- 1972 The Unnamables (também conhecido como Univeria Zekt)
- 1973 Mekanïk Kommandöh (lançado em 1989)
- 1973 Mëkanïk Dëstruktïẁ Kömmandöh (M.D.K.)
- 1974 Wurdah Ïtah
- 1974 Köhntarkösz
- 1976 Üdü Wüdü
- 1978 Attahk
- 1984 Merci
- 2004 K.A. (Kohntarkosz Anteria)
- 2009 Ëmëhntëhtt-Ré
- 2012 Félicité Thösz
- 2014 Rïah Sahïltaahk
- 2015 Šlaǧ Tanƶ
- 2022 Kartëhl

### Materiais diversos
- 1975 Live/Hhaï
- 1996 Akt VIII (Bruxelles - Theatre 140, 1971)
- 1998 Floë Ëssi/Ëktah (EP)
- 2000 DVD Concert du Trianon[4]
- 2008 Studio Zünd: 40 Ans d'Evolution

## Bibliografía
- Gonin, Philippe (2010). Magma - Décryptage d'un mythe et d'une musique (em francês). Marseille: Le Mot et le Reste. ISBN 978-2-36054-000-6